# Campeonato Maranhense de Futebol de 2009
O Campeonato Maranhense de Futebol de 2009 foi uma competição estadual de futebol realizada no Maranhão e organizada pela Federação Maranhense de Futebol, esta competição indicou os dois representantes maranhenses para a Copa do Brasil 2010 e um representante para o Campeonato Brasileiro Série D 2010.

## Participantes
| Escudo | Equipe         | Colocação em 2008 | Estádio (Mando) | Capacidade | Último Título       |  |
|        | Bacabal        | 3º                | Correão         | 9 500      | 1 (em 1996)         |  |
|        | IAPE*          | Campeão Série B   | Nhozinho Santos | 16 500     | 0 (não possui)      |  |
|        | Imperatriz     | 4º                | Cafeteirão      | 2 500      | 1 (em 2005)         |  |
|        | Itinga         | 8º                | Demazão         | 2 000      | 0 (não possui)      |  |
|        | JV Lideral*    | 2º Série B        | Walter Lira     | 1 200      | 0 (não possui)      |  |
|        | Maranhão       | 7º                | Nhozinho Santos | 16 500     | 13 (último em 2007) |  |
|        | Moto Club      | Campeão           | Nhozinho Santos | 16 500     | 24 (último em 2008) |  |
|        | Nacional       | 6º                | Binezão         | 9 000      | 0 (não possui)      |  |
|        | Sampaio Corrêa | 2º                | Nhozinho Santos | 16 500     | 28 (último em 2003) |  |
|        | São José       | 5º                | Nhozinho Santos | 16 500     | 0 (não possui)      |  |

* Promovidos da Segunda Divisão de 2008

## Campeão
| Campeonato Maranhense de 2009 |
| Campeonato Maranhense         |
| ----------------------------- |
| JV Lideral Campeão            |